# Made (album của Big Bang)
Made (cách điệu MADE) là album phòng thu tiếng Hàn thứ ba của ban nhạc nam Big Bang. MADE được phát hành tại Nhật Bản vào ngày 3 tháng 2 năm 2016 với tên Made Series, bao gồm tám đĩa đơn đã được phát hành trước đó cùng bản tiếng Nhật của "Loser", "Bang Bang Bang", và "If You". Album hoàn chỉnh được phát hành tại Hàn Quốc vào ngày 12 tháng 12 năm 2016 trên iTunes. Album này đánh dấu sự trở lại của họ sau 3 năm và là album phòng thu tiếng Hàn đầu tiên sau tám năm.

## Chi tiết
Trước khi album chính thức ra mắt, dự án MADE được chia ra thành bốn phần, mỗi phần gồm hai đĩa đơn. Các album đĩa đơn này được phát hành vào ngày đầu tiên của mỗi tháng từ tháng 5 tới tháng 9 năm 2015 bao gồm M, A, D, E (E là ngoại lệ; phát hành vào ngày 5 tháng 8). Album hoàn chỉnh được dự kiến được phát hành ngay sau đó. Tuy nhiên do chuyến lưu diễn thế giới của Big Bang cùng lịch hoạt động dày đặc, album đã bị trì hoãn trong một thời gian dài.

## Bối cảnh
Vào ngày 17 tháng 4 năm 2015, YG Entertainment tung ra bức ảnh teaser đầu tiên cho sự trở lại của Big Bang. Chỉ ít ngày sau, trailer chính thức cho chuyến lưu diễn thế giới lần thứ hai của nhóm, MADE 2015 World Tour, được đăng tải trên YouTube. YG Entertainment cũng công bố các bài hát trong series đầu tiên mang tên M khi tung ra hình ảnh teaser thứ ba với hai ca khúc "Loser" và "Bae Bae". Vào ngày 26 và 27 tháng 5, YG Entertainment tiếp tục ra mắt các tấm poster quảng bá cho series A với hai track mang tên "BANG BANG BANG" và "WE LIKE 2 PARTY". Vào ngày 26 và 27 tháng 6 năm 2015, YG Entertainment tiếp tục ra mắt các hình ảnh quảng bá cho D, với các track "If You" và "Sober" (tiếng Hàn Quốc: 맨정신; Romaja: Maenjeongshin). Tuy nhiên, không giống trong các series trước khi cả bốn track trong M và A đều có video riêng, series D chỉ có một video được quay cho bài hát "Sober". Album đĩa đơn thứ tư được dự kiến phát hành vào ngày 1 tháng 8 năm 2015 nhưng lùi xuống ngày 5 tháng 8 do trùng lịch với MADE World Tour, bao gồm hai bài hát "Zutter" (G-Dragon và T.O.P hợp tác) và "Let's Not Fall in Love" (tiếng Hàn Quốc: 우리 사랑하지 말아요; Uri Saranghaji Marayo).
Vào tháng 10 năm 2016, các thành viên bắt đầu quay video âm nhạc ở Seoul và Cheongju cho các bài hát cuối cùng trong album. Vào ngày 22 tháng 11, YG thông báo album sẽ được phát hành vào ngày 12 tháng 12 năm 2016. Vào ngày 6 tháng 12, thông tin về bài hát chủ đề đầu tiên mang tên "FXXX IT" được hé lộ. Hai ngày sau, bài hát chủ đề thứ hai được công bố, đồng thời danh sách bài hát của album cũng được công bố gồm 3 bài mới và 8 đĩa đơn ra mắt năm 2015.

## Ý kiến đón nhận
Album được Billboard chọn là một trong những album Hàn Quốc hay nhất trong năm 2016 nhờ sự đa dạng trong thể loại nhạc.
Tính đến 25 tháng 12 năm 2016, các video âm nhạc của MADE đã có tổng cộng trên 685 triệu lượt xem trên YouTube và 100 triệu lượt nghe trên Spotify.

## Diễn biến thương mại và xếp hạng
Cả ba album đĩa đơn đầu tiên đều giành được những thành công về mặt doanh thu. Album đĩa đơn đầu tiên M trong hai ngày bán được 130.130 bản, đứng cao nhất ở vị trí số 3 trên bảng xếp hạng Gaon tháng tư. Trong tháng đầu album bán được 134.507 bản tại Hàn Quốc và trên 400.000 tại Trung Quốc. Trong hai tháng kể từ khi phát hành các đĩa đơn riêng "Loser" bán được 988.321 bản và "Bae Bae" bán được 828.966 bản. Hai bài hát cũng tiêu thụ trên 17.000 bản copy tại Hoa Kỳ khi lần lượt chiếm hai vị trí đầu bảng trên bảng xếp hạng World Digital Songs Chart của Billboard. Tổng cộng M đến nay tiêu thụ được trên 2,4 triệu bản. Trong tháng 6 năm 2015 album đĩa đơn thứ hai A bán ra tại Hàn Quốc được 93.504 bản và tại Trung Quốc được trên 800.000 bản. Các đĩa đơn riêng "Bang Bang Bang" tiêu thụ 2.101.336 bản và "We Like 2 Party" tiêu thụ 1.178.873 bản tại Hàn Quốc. Tại Hoa Kỳ các bài hát này cũng bán ra được trên 18.000 bản trong khi tại Nhật Bản "Bang Bang Bang" được chứng nhận vàng. A tiêu thụ được trên 4,3 triệu bản toàn thế giới. Album đĩa đơn thứ ba D cũng tiếp nối thành công khi chỉ trong gần hai tuần lễ đã bán được trên 800.000 bản tại Trung Quốc. Trong khi đó tại Hàn Quốc "If You" đạt doanh số 1.414.111 bản, "Sober" đạt được mốc 1.288.385 bản. Tổng cộng album đĩa đơn D tiêu thụ 4,1 triệu bản. Bốn đĩa đơn đạt tổng doanh số trên 16 triệu bản trên toàn cầu.
Album xuất phát ở vị trí 172 trên Billboard 200 với lượng tiêu thụ 4.000 bản, đồng thời đạt vị trí quán quân tại các bảng xếp hạng World Albums và Heatseekers Albums.

## Danh sách bài hát
| MADE: The Full Album | MADE: The Full Album                                                   | MADE: The Full Album         | MADE: The Full Album               | MADE: The Full Album | MADE: The Full Album |
| STT                  | Nhan đề                                                                | Phổ lời                      | Phổ nhạc                           | Arrangement          | Thời lượng           |
| -------------------- | ---------------------------------------------------------------------- | ---------------------------- | ---------------------------------- | -------------------- | -------------------- |
| 1.                   | "Fxxk It" (에라 모르겠다; era moreugedda)                              | Teddy, G-Dragon, T.O.P       | Teddy, G-Dragon, R.Tee             | Teddy, R.Tee         | 3:52                 |
| 2.                   | "Last Dance"                                                           | G-Dragon, T.O.P, Taeyang     | G-Dragon, Jeon Yong Jun            | Seo Won Jin, 24      | 4:40                 |
| 3.                   | "Girlfriend"                                                           | Teddy, G-Dragon, T.O.P       | Teddy, G-Dragon, Choice37          | Teddy, Choice37      | 3:49                 |
| 4.                   | "Let's Not Fall In Love" (우리 사랑하지 말아요; uri saranghaji marayo) | Teddy, G-Dragon              | Teddy, G-Dragon                    | Teddy                | 3:32                 |
| 5.                   | "Loser"                                                                | Teddy, T.O.P, G-Dragon       | Teddy, Taeyang                     | Teddy                | 3:39                 |
| 6.                   | "Bae Bae"                                                              | G-Dragon, Teddy, T.O.P       | Teddy, G-Dragon, T.O.P             | Teddy                | 2:49                 |
| 7.                   | "Bang Bang Bang" (뱅뱅뱅; bang bang bang)                              | Teddy, G-Dragon, T.O.P       | Teddy, G-Dragon                    | Teddy                | 3:40                 |
| 8.                   | "Sober" (맨정신; maenjeongsin)                                         | Teddy, G-Dragon, T.O.P       | Teddy, Choice37, G-Dragon          | Teddy, Choice37      | 3:57                 |
| 9.                   | "If You"                                                               | G-Dragon                     | G-Dragon, P.K, Dee.P               | P.K, Dee.P           | 4:24                 |
| 10.                  | "Zutter (GD&T.O.P)" (쩔어; jjeoreo, meaning "dope")                    | G-Dragon, Teddy, T.O.P       | Teddy, G-Dragon, T.O.P             | Teddy                | 3:14                 |
| 11.                  | "We Like 2 Party"                                                      | Teddy, Kush, G-Dragon, T.O.P | Teddy, Kush, Seo Won-jin, G-Dragon | Teddy, Kush          | 3:16                 |
| Tổng thời lượng:     | Tổng thời lượng:                                                       | Tổng thời lượng:             | Tổng thời lượng:                   | Tổng thời lượng:     | 40:53                |

## Xếp hạng

### Bảng xếp hạng tuần
| Xếp hạng (2016)                      | Vị trí cao nhất |
| ------------------------------------ | --------------- |
| Hong Kong Korean Albums (KKBox)      | 1               |
| Japan Weekly Digital Albums (Oricon) | 1               |
| Japan Korean Albums (KKBox)          | 1               |
| Singapore Korean Albums (KKBox)      | 1               |
| Taiwanese Korean Albums (KKBox)      | 1               |
| UK Download Albums (OCC)             | 67              |
| US Billboard 200                     | 172             |
| US Digital Albums (Billboard)        | 24              |
| US Independent Albums (Billboard)    | 1               |
| US World Albums (Billboard)          | 1               |

## Giải thưởng
| Năm  | Giải                    | Đề cử | Kết quả |
| ---- | ----------------------- | --- | ------- |
| 2015 | Mnet Asian Music Awards | style="background: #FDD; color: black; vertical-align: middle; text-align: center; " class="no table-no2"\|Đề cử |         |

## Lịch sử phát hành
| Quốc gia | Ngày                 | Hãng đĩa         | Định dạng           |
| -------- | -------------------- | ---------------- | ------------------- |
| Thế giới | 12 tháng 12 năm 2016 | YG Entertainment | Tải kỹ thuật số     |
| Hàn Quốc | 23 tháng 12 năm 2016 | YG Entertainment | CD, tải kỹ thuật số |
| Nhật Bản | 15 tháng 2 năm 2017  | YGEX             | CD, tải kỹ thuật số |